# Паја (име)
Паја је српско име мушког рода, умањени облик од Павла. Познати људи са именом су:
- Паја Јовановић (1859–1957), српски сликар

Било је то и војнпо име Слободана Бајића Паје (1916–1943).